# العصفور الأحمر
العصفور الأحمر هو فيلم جواسيس أمريكي من إخراج فرانسيس لورانس. ومقتبس من رواية تحمل نفس الأسم من تأليف جيسون ماثيوز. الفيلم من بطولة جينيفر لورنس وجويل إجيرتون وماتياس شونارتس وشارلوت رامبلينج وماري-لويز باركر وجيرمي أيرونز. وسيعرض في عام 2018.

## القصة
في روسيا الحديثة دومينيكا إيغوروفا راقصة باليه مشهورة تدعم والدتها المريضة. بعد إصابة انتهت مهنتها اتصل عمها إيفان نائب مدير جهاز SVR وقام بتكليفها بإغواء رجل العصابات الروسي ديميتري أوستينوف مقابل استمرار رعاية والدتها الطبية. يلتقي الاثنان في حانة ويذهبان إلى غرفة أوستينوف الخاصة حيث يغتصبها. خلال هذا العمل، قُتل على يد سيرجي ماتورين وهو أحد أعضاء خدمة المخابرات الخارجية المرخص له من قبل إيفان. يقدم إيفان لدومينيكا خيارًا: أن تصبح أحدي عملاء خدمة المخابرات الخارجية أو يتم إعدامها لمشاهدته اغتيال أوستينوف.
نيت ناش ناشط في وكالة المخابرات المركزية يعمل في موسكو. أثناء لقائهم مع أحد الأصول في حديقة غوركي تواجههم الشرطة. أنشأ ناش تحويلاً لضمان هروب أصله وهو جاسوس روسي يحمل الاسم الرمزي للرخام من مجهول. تم إعادة تعيين ناش إلى الولايات المتحدة لكنه يصر على أنه الشخص الوحيد الذي سيعمل معه ماربل. نظرًا لأنه لا يستطيع العودة إلى روسيا، تم تعيينه في مدينة بودابست لإعادة الاتصال بالرخام وهو ما استنتجته خدمة المخابرات الخارجية أيضًا.
تم إرسال دومينيكا إلى مدرسة حكومية 4 وهي مدرسة تدريب متخصصة وحشية لـ "Sparrows" - عملاء خدمة المخابرات الخارجية القادرون على إغواء أهدافهم بالتشويق الجنسي. تتفوق دومينيكا في تدريبها على الرغم من بعض الاحتكاك مع مدربها، المعروف فقط باسم ماترون. خلافًا لتوصية ماترون قرر إيفان والجنرال كورشنوي أن دومينيكا جاهزة لمهمة في بودابست - لكسب ثقة ناش وكشف هوية ماربل.
في بودابست، تعيش دومينيكا مع عصفور آخر تدعى مارتا يلينوفا ويشرف عليها رئيس محطة خدمة المخابرات الخارجية ماكسيم فولونتوف. تتواصل دومينيكا مع ناش التي سرعان ما تحدد أنها عميلة استخبارات روسية وتحاول إقناعها بالانشقاق.
دومينيكا تتفقد غرفة مارتا وتدرك أنه تم تكليف مارتا بشراء معلومات استخباراتية سرية من ستيفاني باوتشر، كبيرة موظفي أحد أعضاء مجلس الشيوخ الأمريكي. عندما ضغطت إيفان على دومينيكا بشأن تقدمها البطيء مع ناش، تدعي دومينيكا أنها تساعد مارتا في باوتشر أيضًا. قُتلت مارتا بوحشية على يد خدمة المخابرات الخارجية لمشاركتها مهمتها السرية على ما يبدو مع دومينيكا وتحذير دومينيكا بما سيحدث لها إذا فشلت. اتصلت دومينيكا بـ ناش، وتوافق على أن تصبح عميلة مزدوجة مقابل الحماية لها وأمها وتمارس الجنس معه. بموجب أوامر روسية، تسافر دومينيكا إلى لندن مع فولونتوف لمقابلة باوتشر وإتمام الصفقة، لكنها تقوم سراً بإيقاف تزويد المعلومات الاستخبارية التي توفرها باوتشر بمعلومات مضللة قدمتها وكالة المخابرات المركزية.
عندما تغادر الاجتماع أدركت باوتشر أن عملاء المخابرات الأمريكية يراقبونها. لقد ذعرت وعادت إلى حركة المرور فتعرضت للضرب وقتل. يدرك العملاء الروس الذين يراقبون باوتشر أن مهمتهم قد تم اختراقها. تم استدعاء دومينيكا وفولونتوف المشتبه بهما في تسليم الأمريكيين، إلى موسكو حيث تعرضا للتعذيب والاستجواب لأيام. تم إعدام فولونتوف لكن إيفان صدقت في النهاية مزاعم دومينيكا بالبراءة وسمح لها بالعودة إلى بودابست لمواصلة مهمتها الأصلية لاستخراج هوية ماربل من ناش. بدلاً من ذلك تقنع ناش بنقلها هي ووالدتها إلى أمريكا.
بعد قضاء الليلة مع ناش، تستيقظ دومينيكا لتجده يتعرض للتعذيب على يد ماتورين بسبب هوية ماربل. في البداية ساعدت ماتورين في تعذيب ناش حتى خفض ماتورين حارسه وقتله لكنها أصيبت بجروح بالغة أثناء القيام بذلك. تستيقظ في مستشفى حيث يكشف الجنرال فلاديمير كورشنوي وهو مسؤول رفيع المستوى يعمل مع إيفان، عن نفسه على أنه رخام. ويوضح أنه كان وطنيًا في البداية لكنه أصيب بخيبة أمل بسبب الفساد الروسي. إنه يخشى أن يُقبض عليه قريبًا وبدلاً من أن يموت عبثًا يأمر دومينيكا بالكشف عن هويته لإيفان. القيام بذلك سيجعلها بطلة قومية ويسمح لها باستبداله كجاسر ينقل المعلومات الاستخباراتية الهامة إلى وكالة المخابرات المركزية. ولكن عندما اتصلت دومينيكا برؤسائها قامت بتأطير إيفان على أنه الخلد بدلاً من ذلك، مستخدمة الأدلة التي كانت تقوم بتلفيقها منذ وصولها لأول مرة إلى المجر وإلقاء اللوم عليه في التبادل الفاشل في لندن. مقتل إيفان وتكريم دومينيكا في احتفال عسكري روسي حضره كورشنوي.
بالعودة إلى روسيا تعيش دومينيكا مع والدتها وتتلقى مكالمة هاتفية من شخص مجهول يعزف على كونشيرتو البيانو الخاص بجريج والتي كانت قد أخبرتها سابقًا أن ناش كانت القطعة التي رقصت عليها أول أداء منفرد لها.

## طاقم العمل
جينيفر لورنس بدور دومينيكا، راقصة باليه سابقة أصبحت الآن "Sparrow" 
- جويل إدجيرتون بدور نيت ناش، عميل بوكالة المخابرات المركزية [10]
- ماتياس شونارتس[عدل] مثل إيفان فلاديميروفيتش إيجوروف،[10][11] عم دومينيكا
- شارلوت رامبلينج بدور ماترون.[12]
- سيرجي بولونين بدور كونستانتين، شريك الرقص السابق لدومينيكا
- ساشا في دور أنيا
- سيباستيان هولك في دور سيرجي ماتورين، الناشط الروسي وخبير التعذيب
- كريستوف كونراد بدور ديميتري أوستينوف [13]
- هيو كوارشي بدور سيمون بينفورد
- سيرجي أونوبكو في دور سيميونوف، الناشط والجلاد الروسي
- لويس هوفمان مدير بنك

## روابط خارجية
- العصفور الأحمر على موقع IMDb (الإنجليزية)
- العصفور الأحمر على موقع ميتاكريتيك (الإنجليزية)
- العصفور الأحمر على موقع روتن توميتوز (الإنجليزية)
- العصفور الأحمر على موقع نتفليكس (الإنجليزية)
- العصفور الأحمر على موقع قاعدة بيانات الأفلام العربية
- العصفور الأحمر على موقع ألو سيني (الفرنسية)
- العصفور الأحمر على موقع Turner Classic Movies (الإنجليزية)
- العصفور الأحمر على موقع أول موفي (الإنجليزية)
- العصفور الأحمر على موقع بوكس أوفيس موجو (الإنجليزية)
- العصفور الأحمر على موقع فيلمافينيتي (الإسبانية)